# Хедер О’Роурк
Хедер Мишел О’Роурк (Сан Дијего; 27. децембар 1975 — Сан Дијего; 1. фебруар 1988) била је америчка дечја глумица. Прославила се улогом Керол Ен Фрејлинг у филму Полтергајст (1982), који је добио критичке похвале и учврстио је као важну фигуру у жанру хорора. Након тога, поновила је ову улогу у наставцима Полтергајст II: Друга страла (1986) и Полтергајст III (1988), од којих је последњи објављен постхумно.
О’Роурк је такође радила на телевизији, где је имала поновљене улоге Хедер Фистер у комедијској серији Happy Days (1982–1983) и Мелани у ситкому Webster (1983), као и главну улогу као Сара Броган у телевизијском филму Surviving: A Family in Crisis (1985).
Током своје каријере, О’Роурк је била номинована за шест Награда млади уметник, освојивши једну за своју улогу у серији Webster. 1. фебруара 1988. године, О’Роурк је преминула након два срчана удара, а као узрок смрти касније је утврђен урођени стенозис црева, закомпликован септичким шоком.

## Рани живот
Хедер Мишел О'Роурк рођена је 27. децембра 1975. године у Сан Дијегу, од Кетлин и Мајкла О'Роурка. Њена мајка је радила као шнајдерка, а отац као столар. Имала је старију сестру, Тами О'Роурк, такође глумицу. Њени родитељи су се развели 1981. године, а мајка се поново удавала за Џима Пила, возача камиона, 1984. године, када су живели у парку за мобилне кућице у Анахајму, Калифорнија. Њен успех касније је омогућио породици да купи дом у Биг Бер Лејку, Калифорнија. Између глумачких ангажмана, О'Роурк је похађала Основну школу Биг Бер, где је била председница свог петог разреда. У тренутку њене смрти, породица је живела у Лејксајду, Калифорнија, предграђу Сан Дијега.

## Глумачка каријера
У интервјуу за амерички магазин American Premiere, продуцент Стивен Спилберг објаснио је да је тражио „благу четворогодишњу девојчицу... сан сваке мајке” за главну улогу у свом хорор филму Полтергајст (1982). Док је ручавао у комесарији MGM-а, Спилберг је видео петогодишњу О'Роурк како руча са својом мајком, док је старија сестра Тами О'Роурк снимала филм Пени с неба. Након ручка, Спилберг је пришао породици и понудио О'Роурк улогу у Полтергајсту. Потписала је уговор наредног дана, победивши Дру Баримор која је, уместо тога, добила улогу Герти у филму Е. Т. ванземаљац.
У филму Полтергајст (1982), О'Роурк је играла улогу Керол Ен Фрејлинг, девојчице из предграђа која постаје канал и мета за надприродна бића. Током продукције, Спилберг је два пута прилагођавао услове снимања како би олакшао младој глумици када се уплашила. Када је била уплашена извођењем одређеног каскадерског трика, Спилберг је заменио О'Роурк каскадерком која је носила перику са плавом косом, а када је била узнемирена приказивањем злостављања деце, Спилберг није захтевао да поново изведе сцену. За свој рад на овом филму, О'Роурк је зарадила између 35.000 и 100.000 долара. Полтергајст је касније стекао култни статус и критичке похвале, номинован је за три Оскара и О'Роурк је добила номинацију за Награду младог уметника. Њену улогу је хвалио и The New York Times, који је истакао да је одиграла кључну улогу, пишући да је „с њеним крупним очима, дугом плавом косом и благим гласом била толико упечатљива да је наставак играо на основу њене присутности”. Њена реплика They’re here! из првог филма и They’re baa-aack! из другог, постале су део колективне поп културе Сједињених Америчких Држава. Реплика They’re here! се налази на 69. месту на листи 100 најпознатијих филмских цитата Америчког филмског института, а PopSugar је укључио ову линију на своју листу 100 највећих филмских цитата.
Након рада на Полтергајсту (1982), О'Роурк је добила неколико улога у телевизији и ТВ филмовима. У априлу 1983. године, играла је саму себе у телевизијском специјалу Believe You Can...and You Can! који је трајао сат времена и у којем су учествовали и Мори Амстердам и познати анимирани ликови из The Walt Disney Company. Такође се појавила у серијама CHiPs, Webster, The New Leave It to Beaver, Our House, а имала је и поновљену улогу у серији Happy Days као Хедер Фистер. За улогу у Webster освојила је своју прву Награду младог уметника. Такође је учествовала у телевизијским филмовима Massarati and the Brain и Surviving: A Family in Crisis. О'Роурк је поново играла улогу Керол Ен Фрејлинг у наставцима Полтергајст II: Друга страла из 1986. и Полтергајст III из 1988. године. За разлику од претходника, ови филмови су добили мешовите критике, али је њена глума била похваљена. Полтергајст III био је њен последњи играни филм, објављен јуна 1988. године, четири месеца након њене смрти.

## Болест и смрт
Ране 1987. године, О'Роурк је оболевала од гијардијазе, коју је добила од воде из бунара у породицином дому у Биг Бер Лејку. Након тога, дијагностикована јој је Кронова болест. Лекари су јој прописали кортизонске инјекције за лечење болести током снимања филма Полтергајст III. Инјекције су изазвале отицање образа, на што је О'Роуркова мајка истакла да је била веома самосвесна. 31. јануара 1988. године, О'Роурк је почела да показује симптоме сличне грипу. Следећег јутра, она се онесвестила у свом дому и одмах је пребачена у болницу у Ел Кајону. На путу до болнице, доживела је срчани застој, али су болничари успели да јој поново покрену срце у 9:25. Потом је пребачена у Дечју болницу у Сан Дијегу, где је откривено да има стенозу црева и одмах је подвргнута хитној операцији. Преживела је операцију, али је поново доживела срчани застој у операционој сали. Лекари су више од 30 минута радили реанимацију, али је О'Роурк проглашена мртвом у 2:43 поподне. Узрок њене смрти је био утврђен као урођена стеноза црева, компликована септичким шоком.
Др Данијел Холандер, шеф гастроентерологије у Медицинском центру Ирвин, Универзитета Калифорније, изјавио је да је њена смрт „посебно необична” јер није имала претходне симптоме овог дефекта црева: „Очекивао бих да је имала многе проблеме са варењем током живота, а не да је изненада развила проблем.” Међутим, др Холандер је додао да је могуће да урођено сужење црева може узроковати изненадну смрт без симптома, ако инфекција изазове пуцање црева. Њен приватни погреб одржан је 5. фебруара у Лос Анђелесу, а сахрањена је на гробљу меморијалног парка Вествуд Вилиџ.

## Филмографија

### Филмови
| Година | Назив филма                 | Улога             | Напомене           |        |
| ------ | --------------------------- | ----------------- | ------------------ | ------ |
| 1982   | Полтергајст                 | Керол Ен Фрејлинг |                    | [ 27 ] |
| 1986   | Полтергајст 2: Друга страна | Керол Ен Фрејлинг |                    | [ 27 ] |
| 1988   | Полтергајст III             | Керол Ен Фрејлинг | Постхумно објављен | [ 27 ] |

### Телевизија
| Година    | Назив серије                  | Улога            | Напомене                                   |  |
| --------- | ----------------------------- | ---------------- | ------------------------------------------ |  |
| 1981      | Fantasy Island                | млада Лиза Блејк | Епизода: Елизабетина беба/Уметник и дама   |  |
| 1982-1983 | Happy Days                    | Хедер Фистер     | 12 епизода                                 |  |
| 1982      | Massarati and the Brain       | Скај Хенри       | Телевизијски филм                          |  |
| 1983      | CHiPs                         | Линдзи           | Епизода: Кућа забаве                       |  |
| 1983      | Matt Houston                  | Сани Кимбал      | Епизода: Жена у белом                      |  |
| 1983      | Webster                       | Мелани           | 3 епизоде                                  |  |
| 1984      | Finder of Lost Loves          | Џулијан Марш     | Епизода: Јучерашње дете                    |  |
| 1985      | Surviving: A Family in Crisis | Сара Броган      | Телевизијски филм                          |  |
| 1986-1987 | The New Leave It to Beaver    | Хедер            | Епизоде: Материјална девојка, Лоша поезија |  |
| 1986      | Around the Bend               | ћерка            | Телевизијски филм                          |  |
| 1987      | Our House                     | Дана             | Епизода: Тачка гледишта                    |  |
| 1987      | Rocky Road                    | руска девојчица  | Епизода: Москва на шеталишту               |  |

## Награде и признања
О'Роурк је била номинована за укупно шест Награда младог уметника, од којих је једну освојила за свој наступ у серији Webster 1985. године.
| Година | Награда                 | Категорија                                                      | Дело                          | Резултат   |
| ------ | ----------------------- | --------------------------------------------------------------- | ----------------------------- | ---------- |
| 1983   | Награда младог уметника | Најбоља млада глумица у хумористичној серији                    | Happy Days                    | Номинована |
| 1983   | Награда младог уметника | Најбоља млада споредна глумица у филму                          | Полтергајст                   | Номинована |
| 1984   | Награда младог уметника | Најбољи наступ младе глумице у телевизијској серији             | Webster                       | Номинована |
| 1985   | Награда младог уметника | Најбољи наступ младе глумице у телевизијској серији             | Webster                       | Победила   |
| 1986   | Награда младог уметника | Најбоља млада глумица у телевизијском специјалу или мини-серији | Surviving: A Family in Crisis | Номинована |
| 1987   | Награда младог уметника | Најбоља млада споредна глумица у филму                          | Полтергајст 2: Друга страна   | Номинована |

### Почасти
На листи 100 најпознатијих филмских цитата Америчког филмског института из 2005. године, О'Роуркова испорука линије They’re here! из Полтергајст је на 69. месту.
На листи 100 највећих филмских цитата из 2021. године, коју је објавио PopSugar, О'Роуркова испорука те исте линије такође је наведена.